# Девід Петреус
Девід Говелл Петреус (англ. David Howell Petraeus; нар. 7 листопада 1952, Корнуолл-он-Хадсон, Нью-Йорк)  — американський воєначальник, генерал.

## Біографія
- У 2007—2008 роках командувач Міжнародними об'єднаними збройними силами в Іраку.
- 2008—2010 роки — голова Центрального Командування Збройних сил США
- 2010—2011 роки — командувач Об'єднаними Збройними силами Коаліції в Афганістані.
- З вересня 2011 року до 9 листопада 2012 року обіймав посаду директора ЦРУ. Подав у відставку, за його твердженням, у зв'язку зі зрадою дружині. Відставку було прийнято президентом Б. Обамою 10 листопада 2012 року.[1]